# Paul 1. af Rusland
Paul I af Rusland (russisk: Па́вел I Петро́вич, tr. Pável I Petróvitj; født 1. oktober 1754, død 23. marts 1801) var zar af Rusland mellem 1796 og 1801. Paul var officielt søn af zar Peter 3. af Rusland og zarina Katarina 2. af Rusland.

## Familie og ungdom
Paul blev født i Sommerpaladset i Sankt Petersborg den 1. oktober 1754 som søn af Katarina (den senere Katarina den Store) og hendes ægtefælle den daværende russiske tronfølger Peter (den senere Peter III af Rusland). Hans opvækst og opdragelse blev styret af kejserinde Elisabeth af Rusland. Kort efter sin fødsel blev han taget fra sine forældre og placeret under hendes varetægt.
Der har været spekuleret i, hvem der var Pauls far. Hans mor havde flere elskere og i sine erindringer kommer hun med en enkelt bemækning, som kunne udlægges som en hentydning til, at hendes første elsker, Sergej Saltykov (russisk: Сергей Васильевич Салтыков), skulle være faderen. En sådan udlægning betvivles dog i nogen grad, da der ikke var nogle fysiske ligheder mellem Paul og Sergej Saltykov, mens der var en række påfaldende ligheder mellem Paul og Peter III.
Paul blev som barn betragtet som intelligent og køn. Senere udviklede han sig mindre heldigt, og hans manglende egenskaber bekymrede folk omkring ham. Han blev opdraget af den dygtige statsmand grev Nikita Ivanovitj Panin (russisk: Никита Иванович Панин).
Kejserinde Elisabeth døde i 1762, da Paul var 8 år gammel, og han blev tronfølger ved sin fars overtagelse af tronen som Peter 3. Da hans fader blev afsat ved et kup senere samme år, og Katarina 2. blev regerende kejserinde var der mange der blev skuffet over, at hun ikke nøjedes med at udråbe sig som regent for Paul.
Hans forhold til moderen blev aldrig godt, og hun behandlede ham heller ikke særlig venligt. På grund af deres dårlige forhold frygtede Paul at Katarina ville overse ham i arvefølgen og udpege hans ældste søn til sin efterfølger, hvilket dog aldrig skete.

## Ægteskaber
Paul blev i 1773 gift med prinsesse Vilhelmine af Hessen-Darmstadt, der i Rusland antog navnet Natalja Aleksejevna. Ægteskabet var lykkeligt, men i 1776 døde storfyrstinde Natalja i barselssengen med en søn, der heller ikke overlevede.
Paul var i sit andet ægteskab gift med prinsesse Sophie Marie Dorothea af Württemberg, der i Rusland antog navnet Marija Fjodorovna.
Parret fik sammen 10 børn, heriblandt Alexander 1. af Rusland, Nikolaj 1. af Rusland og dronning Anna af Nederlandene.
De to første sønner blev taget fra deres forældre og opdraget af Katharina, mens de efterfølgende børn fik lov at blive hos ders forældre.

## Tronfølger
Paul og Marija Fjodorovna fik Pavlovskslottet (russisk: Павловский дворец) som bolig kort efter deres ægteskab, og fra 1783 boede de på Gattjinskijslottet (russisk: Гатчинский дворец), udenfor Skt. Petersborg. Her kunne Paul gøre som det passede ham, og han fik en hærenhed han kunne træne som han ville, akkurat som hans officielle fader havde gjort.

## Zar
Da Paul blev zar, var en af hans første gerninger at finde sin moders testamente for at undersøge, om hun havde udpeget hans søn Alexander som efterfølger. 
Paul indførte i 1797 Romanov-familiens huslove, der var gældende til den russiske revolution i 1917. De regulerede  hvem der kunne arve tronen, kejserfamiliens medlemmers rang, titler, indkomst, hvem de kunne gifte sig med og andet der vedrørte dynastiet. Der kom ændringer og tilføjelser af senere kejsere, men de grundlæggende regler bestod. Blandt andet indeholdt lovene den specielle regel, at en eventuel enkekejserinde var højere rangerende end en kejserinde, og således var landets førstedame.
Paul blev i 1801 myrdet af utilfredse officerer.

## Eksterne links
- Wikimedia Commons har flere filer relateret til Paul 1. af Rusland

| Paul 1.Huset Holstein-Gottorp-RomanovSidelinje af Huset OldenburgFødt: 1. oktober 1754 Død: 23. marts 1801 |                                                                                        |                                            |
| Titler som regent                                                                                          |                                                                                        |                                            |
| Foregående: Katarina 2.                                                                                    | Zar af Rusland 1796 – 1801                                                             | Efterfølgende: Alexander 1.                |
| Foregående: Karl Peter Ulrik                                                                               | Hertug af Holsten 1762 – 1773 med Frederik 5. (1762–1766) med Christian 7. (1766–1773) | Efterfølgende: ingen (afstået til Danmark) |
| Foregående: Christian                                                                                      | Greve af Oldenburg 1773 – 1773                                                         | Efterfølgende: Frederik August 1.          |